# Grande Paréi (massif du Beaufortain)
Pour les articles homonymes, voir Grande Paréi.
Ne doit pas être confondu avec Granta Parey.
La Grande Paréi est un sommet de France situé dans le massif du Beaufortain, en Savoie.

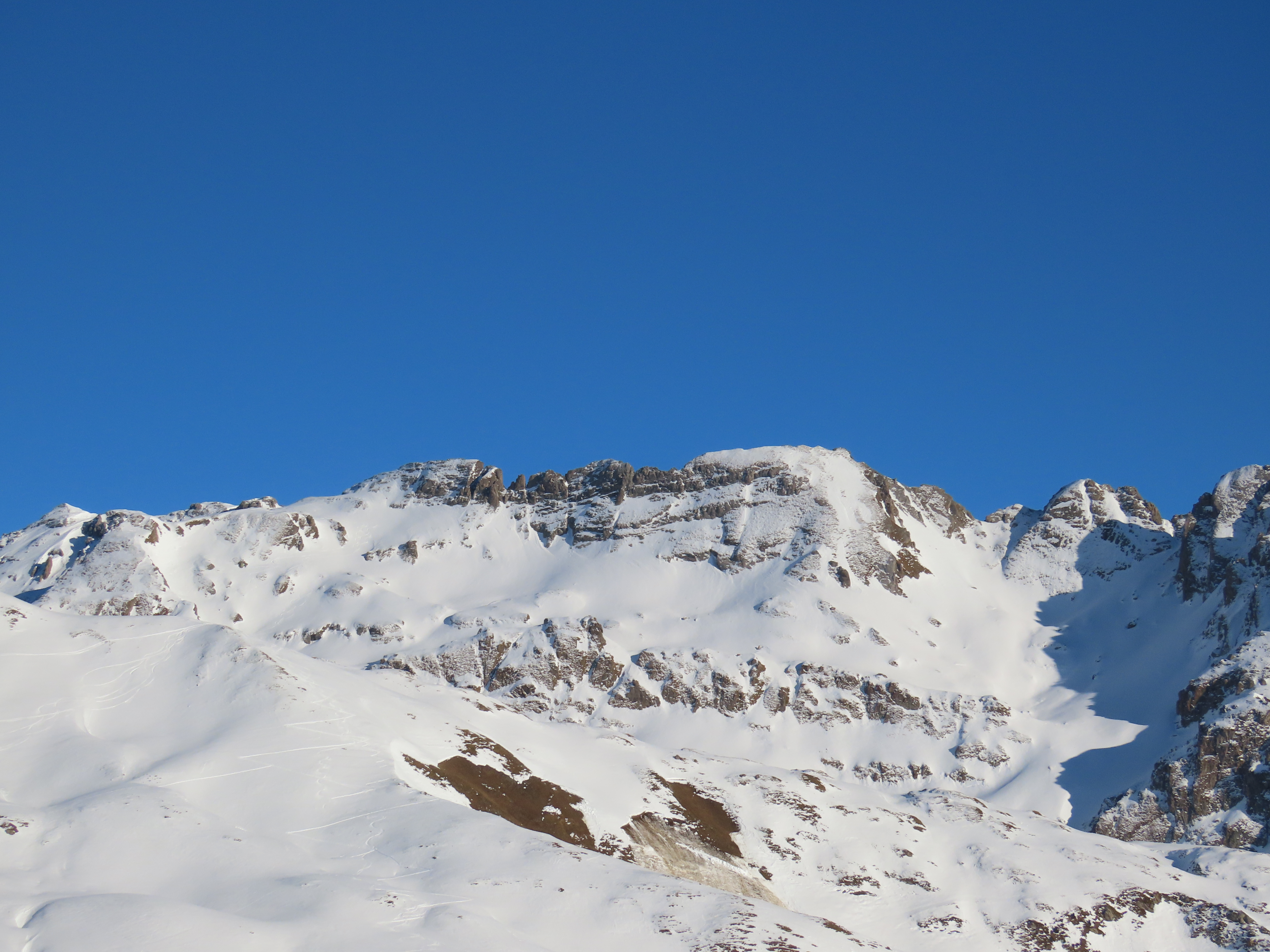
Vue hivernale de la Grande Paréi depuis la croix du Berger à l'ouest.